# Trophée Centre Morbihan
Le Trophée Centre Morbihan, est une course cycliste française qui se déroule au mois de mai. Elle met aux prises uniquement des coureurs juniors (17/18 ans). Elle se déroule sur trois étapes, une étape en contre-la-montre et deux étapes en ligne.

## Histoire
Le Trophée de la Gazette locminoise est créé en 1983 sur une idée de l'ancien coureur cycliste et speaker Christian Josso avec l'aide de l'imprimeur locminois Gérard Lorgeoux. L'épreuve régionale, réservée aux juniors, comporte six étapes disputées sur différentes communes du pays de Locminé. Cette première édition est remportée par Franck Le Bras (Olympic Cycliste Locminé). Vainqueur de la troisième édition en 1985, Laurent Madouas (Véloce Vannetais) est le premier lauréat de l'épreuve à devenir cycliste professionnel par la suite. Lors de l'édition 1992, Patrice Halgand (VC Annemasse) s'impose sur l'épreuve, avant de connaître une belle carrière professionnelle (7 participations au Tour de France dont une victoire d'étape en 2002).
En 1993, pour sa onzième édition, la course prend le nom de Trophée Centre Morbihan et devient une épreuve nationale, toujours réservée aux coureurs juniors. Les trois étapes de la course, deux en ligne et une en contre-la-montre, se déroulent sur un week-end et accueillent de plus en plus d'équipes non bretonnes. Rodrigue Le Lamer est le premier vainqueur de cette nouvelle formule. Quatre ans plus tard, deux équipes étrangères, la sélection portugaise et une équipe basque espagnole, participent pour la première fois à la course sur laquelle s'impose le coureur basque Andoni Aranaga.
Après avoir fait partie de la Coupe du monde UCI Juniors, l'épreuve est inscrite au programme de la Coupe des Nations Juniors depuis 2013. Deux futurs champions du monde s'imposent : Mathieu van der Poel en 2013, puis Remco Evenepoel en 2018. Les éditions 2020 et 2021 sont annulées en raison de la pandémie de coronavirus,.

## Palmarès
| Année                            | Vainqueur                 | Deuxième              | Troisième         |
| -------------------------------- | ------------------------- | --------------------- | ----------------- |
| Trophée de la Gazette locminoise |                           |                       |                   |
| 1983                             | Franck Le Bras            |                       |                   |
| 1984                             | Philippe Jambou           | Hervé Guillaume       | Laurent Madouas   |
| 1985                             | Laurent Madouas           |                       |                   |
| 1986                             | Yvon Lamour               |                       |                   |
| 1987                             | Franck Kerdudo            |                       |                   |
| 1988                             | Erwan Jan                 |                       |                   |
| 1989                             | Sébastien Rondeau         | Lylian Lebreton       |                   |
| 1990                             | Yann Quéméner             |                       |                   |
| 1991                             | Nicolas Le Moing          |                       |                   |
| 1992                             | Patrice Halgand           |                       |                   |
| Trophée Centre Morbihan          |                           |                       |                   |
| 1993                             | Rodrigue Le Lamer         | Wartel                | Vincent Cigana    |
| 1994                             | Florent Brard             | Willy Gasnier         | Laurent Lefèvre   |
| 1995                             | René Gaudin               | Marc Picquendar       |                   |
| 1996                             | Benoît Le Borgne          | Lemoing               | Thomas Lécuyer    |
| 1997                             | Andoni Aranaga            | Sébastien Joly        | Verger            |
| 1998                             | Pierre Le Nahénec         | Raphaël Lamy          | Thébault          |
| 1999                             | pas de course             | pas de course         | pas de course     |
| 2000                             | Lloyd Mondory             | Anthony Boyer         | Nicolas Moncomble |
| 2001                             | Anthony Boyer             | David Jehanno         | Samuel Boudard    |
| 2002                             | Jukka Vastaranta          | Tom Thiblier          | Arnaud Gérard     |
| 2003                             | Guillaume Blot            | Jesse Anthony         | Jérémy Beyaert    |
| 2004                             | Mikaël Cherel             | Vivien Séguinot       | Damien Branaa     |
| 2005                             | Ludovic Bret              | Robin Chaigneau       | Kévin Cherruault  |
| 2006                             | Sylvain Greiner           | Lars Vierbergen       | Étienne Pieret    |
| 2007                             | Loïc Desriac              | Romain Cherruault     | Dimitri Le Boulch |
| 2008                             | Nathan Brown              | Nicolas Sailleau      | Clément Bouton    |
| 2009                             | Moreno Hofland            | Erwan Téguel          | Niels Van Laer    |
| 2010                             | Vincent Colas             | Lawson Craddock       | Olivier Le Gac    |
| 2011                             | Thomas Vanbesien          | Olivier Le Gac        | Florian Sénéchal  |
| 2012                             | Hayden McCormick          | Piotr Havik           | Tiesj Benoot      |
| 2013                             | Mathieu van der Poel      | Aleksandr Riabushenko | Rémi Cavagna      |
| 2014                             | Erlend Blikra             | Nikolay Cherkasov     | Niklas Larsen     |
| 2015                             | Anthon Charmig            | Michael O'Loughlin    | Mikkel Honoré     |
| 2016                             | Florentin Lecamus-Lambert | Jakob Egholm          | Clément Davy      |
| 2017                             | Florentin Lecamus-Lambert | Andreas Leknessund    | Nik Čemažar       |
| 2018                             | Remco Evenepoel           | Andrea Piccolo        | Søren Wærenskjold |
| 2019                             | Michel Hessmann           | Samuel Watson         | Oskar Johansson   |
| 2020-2021                        | annulé                    | annulé                | annulé            |
| 2022                             | Jens Verbrugghe           | António Morgado       | Johannes Kulset   |
| 2023                             | Ben Wiggins               | Titouan Fontaine      | Clément Sanchez   |
| 2024                             | Axel Bouquet              | Eliott Boulet         | Paul Seixas       |
| 2025                             | Max Hinds                 | Mattia Agostinacchio  | Édouard Claisse   |